# Bravski Vaganac (Bosanski Petrovac)
Bravski Vaganac (szerbül: Бравски Ваганац) szerb falu Bosznia-Hercegovinában, a Bosznia-hercegovinai Föderáció Una-Szanai kantonjában, Bosanski Petrovac községben.

## Fekvése
Bosznia-Hercegovina nyugati részén, Bihácstól légvonalban 57, közúton 69 km-re délkeletre, Bosanski Petrovactól légvonalban 9, közúton 16 km-re keletre, a Bravsko polje déli oldalán a Srnetica-hegység, azon belül a Lisina, a Crijemusarica, a Banjački vrh, a Krstasti vrh és a Kukerda nevű hegycsúcsok alatt, a Bosanski Petrovac - Ključ út közvetlen közelében található. A település fekvése a mező szintjénél jóval magasabban van ugyan, de messze nem annyira, hogy elérje az említett csúcsokat. A település két részre, Vaganacra és Lerkovacra oszlik, de a házak többnyire szétszórtan állnak. Hiányzik a víz, mert nincs egyetlen forrás sem. Olyan kutakat használnak, amelyek a talajon átszivárgó vizet gyűjtik össze.

## Népessége
| Nemzetiségi csoport | Népesség 1991 | Népesség 2013 |
| ------------------- | ------------- | ------------- |
| Szerb               | 97            | 16            |
| Bosnyák             | 0             | 0             |
| Horvát              | 0             | 0             |
| Jugoszláv           | 1             | 0             |
| Egyéb               | 0             | 0             |
| Összesen            | 98            | 16            |

## Története
A Krstasti vrh nevű hegyen található „Gradina” nevű lelőhely tanúsága szerint területe már az ókorban is lakott volt. Az itt található erőd a késő bronzkorban létesült, majd a vaskorban is lakott volt.
A település kijáratánál találtak egy római mérföldkövet, amely a Dalmáciából Pannóniába vezető római út áthaladását jelzi.
1941-ben a település a Független Horvát Állam része lett. Ezt követően indult meg a boszniai szerbek felkelése a horvát uralom ellen. 1941. szeptember 2-án és 3-án a horvát 10. gyalogezred Bosanski Petrovacból Kljuć irányába előretörve megtisztította a terepet, köztük Bravski Vaganacot a felkelőktől és felgyújtotta a települést. Szeptember 16-án egy körülbelül 50 csetnikből álló csetnik csapat támadt a Bravski Vaganacban állomásozó horvát század katonáira. A harcban 6 honvéd meghalt és 6 megsebesült.
Bosznia-Hercegovina utolsó közigazgatási felosztásával a település területének egy kis része a Szerb Köztársasághoz tartozó Petrovac községhez került.

## Nevezetességei
- Gradina – bronzkori erődítmény maradványai. Az itt talált leletek között sok ókori kerámiatöredék került elő.[5]

- A településen három aknabarlang található. A Rakina poljana melletti barlang a 820 méter magas Zdeni del tetején található. A Trišna kućánál levő barlang 920 méteren van. Kréta kori mészkövekbe mélyül, falain kalcitképzödmények vannak. Az utolsó ilyen típusú barlang Uvalában található, és ugyanazokkal a tulajdonságokkal rendelkezik, mint az előző két barlang. Két „koppanó” típusú aknabarlang is található itt, amelyeket azért neveztek el így, mert a barlangba dobott kő koppannó hangokat eredményez. Az egyik a Srneticán, a Krstasto vrh alatti Janičija ograda közelében található, a másik pedig a Poljanán, szintén a Krstasto vrh alatt. A Banjički vrh felé egy lépcsőzetes típusú barlang is található.[8]

## Fordítás
- Ez a szócikk részben vagy egészben  a   Bravski Vaganac című bosnyák Wikipédia-szócikk ezen változatának fordításán alapul.  Az eredeti cikk szerkesztőit annak laptörténete sorolja fel. Ez a jelzés csupán a megfogalmazás eredetét és a szerzői jogokat jelzi, nem szolgál a cikkben szereplő információk forrásmegjelöléseként.